# Megasoma lenczyi
Megasoma lenczyi är en skalbaggsart som beskrevs av Cartwright 1976. Megasoma lenczyi ingår i släktet Megasoma och familjen Dynastidae. Inga underarter finns listade i Catalogue of Life.